# Ftalimida
La ftalimida, en anglès:Phthalimide, és una imida, la qual és un compost químic amb dos grups funcionals carbonil enllaçats a una amina secundària o amoníac. És un sòlid blanc.

## Preparació
Es pot preparar la ftalamida escalfant anhídrid ftàlic amb amoníac aquòs. Alternativament també es pot fer fusionant l'anhídrid amb carbonat d'amoni.

## Usos
La ftalmida es fa servir en els plàstics, com a fungicida,en síntesi química i en la recerca científica.

## A la natura
El mineral kladnoïta presenta un anàleg de la ftalimida. Aquest mineral es troba rarament i només en llocs on s'ha cremat carbó.